# Armando Vajushi
Armando Vajushi (ur. 3 grudnia 1991 w Szkodrze) – albański piłkarz grający na pozycji napastnika, reprezentant Albanii, w kadrze zadebiutował w 2011 roku. Wychowanek klubu Vllaznia Szkodra, od 2016 roku zawodnik Pro Vercelli.

## Reprezentacja
| Mecze i gole w reprezentacji | Mecze i gole w reprezentacji | Mecze i gole w reprezentacji | Mecze i gole w reprezentacji | Mecze i gole w reprezentacji | Mecze i gole w reprezentacji | Mecze i gole w reprezentacji |
| #                            | Data                         | Stadion                      | Rywal                        | Wynik                        | Gol                          | Rozgrywki                    |
| 2011                         | 2011                         | 2011                         | 2011                         | 2011                         | 2011                         | 2011                         |
| ---------------------------- | ---------------------------- | ---------------------------- | ---------------------------- | ---------------------------- | ---------------------------- | ---------------------------- |
| 1.                           | 20.06.2011                   | Buenos Aires, Argentyna      | Argentyna                    | 0:4                          | 0                            | towarzyski                   |
| 2012                         |                              |                              |                              |                              |                              |                              |
| 2.                           | 14.11.2012                   | Lancy, Szwajcaria            | Kamerun                      | 0:0                          | 0                            | towarzyski                   |
| 2013                         |                              |                              |                              |                              |                              |                              |
| 3.                           | 06.02.2013                   | Tirana, Albania              | Gruzja                       | 1:2                          | 0                            | towarzyski                   |
| 4.                           | 26.03.2013                   | Tirana, Albania              | Litwa                        | 4:1                          | 0                            | towarzyski                   |